# Inês de Bourbon-Dampierre
Inês de Bourbon ou Inês de Bourbon-Dampierre (em francês:  Agnès de Bourbon-Dampierre ; ca. 1237 – 7 de setembro de 1288), foi uma nobre francesa, Senhora de Bourbon, de 1262 até à sua morte.

## Biografia
Inês era a segunda filha de Arcambaldo IX de Dampierre, senhor de Bourbon e de Dampierre, e de Iolanda de Châtillon (morta em 1254), herdeira dos condados de Nevers, Auxerre e Tonnerre.
Durante a Sétima Cruzada, os pais acompanharam o rei Luís IX de França ao Egipto e, em 1248, ao partirem, a guarda de Inês é confiada ao seu tio-avô, Guy III de Dampierre.
O pai vem a falecer em Chipre, durante uma escala feita pela frota, quando se declarou uma epidemia, que fez numerosas vítimas nos cruzados
En 1248, a irmã mais velha de Inês, Matilde II de Bourbon, herdeira dos condados de Nevers, Auxerre e Tonnerre, casa com Eudo de Borgonha (1230-1269), filho mais velho de Hugo IV, Duque da Borgonha e, no mesmo ano (1248), Inês casa com o irmão mais novo de Eudo, João de Borgonha (1231-1267).
Deste casamento nasceu uma filha :
- Beatriz de Borgonha, Senhora de Bourbon, também chamada de Beatriz de Bourbon (ca. 1257-1310), que viria a casar com Roberto de França, conde de Clermont (1256-1317), filho mais novo de Luís IX de França. Deste casamento descende o ramo capetiano da Casa de Bourbon.[3]

Pela morte de sua irmã, Matilde, en 1262, Inês herda o Senhorio de Bourbon, enquanto os condados de Nevers, Tonnerre e Auxerre, são herdados pelas três filhas de Matilde (sobrinhas de Inês).
O seu marido, João de Borgonha, morreu em 1267. Inês casa em segundas núpcias, em 1277, com Roberto II, conde de Artois (1250-1302), também ele viúvo de Amícia de Courtenay.